# Lidija Mihajlović
Lidija Mihajlović (* 23. September 1968 in Niš, Jugoslawien) ist eine serbische Sportschützin.
Mihajlović begann mit dem Schießen im Verein ihrer Heimatstadt, dem SK NIŠ 1881. Bei den Olympischen Sommerspielen 1992 in Barcelona trat sie als Individueller Teilnehmer an und erreichte in der Disziplin 10 Meter Luftgewehr am Ende punktgleich mit der Französin Christine Bontemps, der Schweizerin Sabina Fuchs, der Tschechin Lenka Koloušková, der Polin Renata Mauer-Różańska und der Niederländerin Jolande Swinkels den 17. Platz. Im Finale Kleinkaliber Dreistellungskampf wurde sie am Ende 33. Bei der Europameisterschaft 1994 in Straßburg gewann sie Silber, zwei Jahre später bei der Europameisterschaft 1996 in Budapest gewann sie Bronze. Bei der Weltmeisterschaft 2006 in Zagreb konnte sie sich mit einem vierten Platz noch einmal für die Olympischen Spiele qualifizieren. Bei den Olympischen Sommerspielen 2008 in Peking erreichte sie im Kleinkaliber Dreistellungskampf den siebenten Platz. Für das Finale in der Disziplin 10 Meter Luftgewehr konnte sie sich nicht qualifizieren und beendete den Wettbewerb auf dem 20. Platz.